# جبرانی
جبرانی، روستایی است از توابع بخش مرکزی در شهرستان دیر استان بوشهر ایران.

## جمعیت
این روستا در دهستان اولی قرار دارد و بر اساس سرشماری سال ۱۳۸۵ جمعیت آن (۴۶ خانوار) ۱۸۳ نفر است.